# Saint-Eustache-la-Forêt
Saint-Eustache-la-Forêt è un comune francese di 1 094 abitanti situato nel dipartimento della Senna Marittima nella regione della Normandia.

## Società

### Evoluzione demografica
Abitanti censiti